# IPhone 12
iPhone 12 – smartfon z linii iPhone zaprojektowany, opracowany i sprzedawany przez amerykańską firmę Apple. iPhone 12 został zaprezentowany 13 października 2020 na specjalnym wydarzeniu firmy Apple wraz z modelami iPhone 12 mini, iPhone 12 Pro i iPhone 12 Pro Max. Smartfony posiadają dostęp do sieci 5G.
|                   | iPhone 12 | iPhone 12 mini | iPhone 12 Pro | iPhone 12 Pro Max |
| ----------------- | --- | --- | --- | --- |
| Wymiary           | 146,7 × 71,5 × 7,4 mm | 131,5 × 64,2 × 7,4 mm | 146,7 × 71,5 × 7,4 mm | 160,8 × 78,1 × 7,4 mm |
| Wyświetlacz       | Super Retina XDR, OLED 6,1 cala Rozdzielczość 2532 × 1170 pikseli (460 ppi)                                                   | Super Retina XDR, OLED 5,4 cala Rozdzielczość 2340 × 1080 pikseli (476 ppi)                                                   | Super Retina XDR, OLED 6,1 cala Rozdzielczość 2532 × 1170 pikseli (460 ppi)                                                                 | Super Retina XDR, OLED 6,7 cala Rozdzielczość 2778 × 1284 pikseli (458 ppi)                                                                 |
| SoC               | Apple A14 Bionic | Apple A14 Bionic | Apple A14 Bionic | Apple A14 Bionic |
| Masa              | 162 gramów | 133 gramów | 189 gramów | 228 gramów |
| Pamięć masowa     | 64 GB 128 GB 256 GB | 64 GB 128 GB 256 GB | 128 GB 256 GB 512 GB | 128 GB 256 GB 512 GB |
| Pamięć operacyjna | 4 GB LPDDR4X RAM | 4 GB LPDDR4X RAM | 6 GB LPDDR4X RAM | 6 GB LPDDR4X RAM |
| Aparat przedni    | 12 MPix ƒ/2,2 | 12 MPix ƒ/2,2 | 12 MPix ƒ/2,2 | 12 MPix ƒ/2,2 |
| Aparaty tylne     | - obiektyw ultraszerokokątny: 12 MPix, przysłona ƒ/2,4 i pole widzenia 120° - obiektyw szerokokątny: 12 MPix, przysłona ƒ/1,6 | - obiektyw ultraszerokokątny: 12 MPix, przysłona ƒ/2,4 i pole widzenia 120° - obiektyw szerokokątny: 12 MPix, przysłona ƒ/1,6 | - obiektyw ultraszerokokątny: przysłona ƒ/2,4 i pole widzenia 120° - obiektyw szerokokątny: przysłona ƒ/1,6 - teleobiektyw: przysłona ƒ/2,0 | - obiektyw ultraszerokokątny: przysłona ƒ/2,4 i pole widzenia 120° - obiektyw szerokokątny: przysłona ƒ/1,6 - teleobiektyw: przysłona ƒ/2,2 |

## iPhone 12 i 12 mini
Smartfon w wersji standardowej, jak i w wersji mini jest dostępny w pięciu kolorach: czarnym, białym, czerwonym, fioletowym, zielonym i niebieskim.

### Aparat
Telefon posiada system dwóch aparatów 12 MP: aparaty ultraszerokokątne i szerokokątne. Ultraszerokokątny specyfikacja: przysłona ƒ / 2,4 i pole widzenia 120°. Szerokokątny specyfikacja: przysłona ƒ / 1,6. Zoom optyczny 2x. Zoom cyfrowy do 5x. Posiada tryb portretowy z zaawansowanym efektem bokeh i kontrolą głębi. Aparat ultraszerokokątny posiada pięcioczęściowy obiektyw, a aparat szerokokątny ma soczewkę siedmioelementową. Dodatkowo posiada: tryb nocny, smart HDR 3 z wykrywaniem scen, tryb zdjęć seryjnych i automatyczną stabilizację obrazu. Wersja mini posiada taki samą specyfikację aparatów, jak iPhone 12 w wersji standardowej.

## iPhone 12 Pro i Pro Max

### Aparat

#### iPhone 12 Pro
Smartfon posiada system profesjonalnych aparatów 12 MP: aparaty ultraszerokokątne, szerokokątne i teleobiektywowe. Ultraszerokokątny specyfikuje się przysłoną ƒ / 2,4 i polem widzenia 120°, szerokokątny posiada przysłonę ƒ / 1,6, a teleobiektywowy ma przysłonę ƒ / 2,0. Smartfon posiada 2x zoom optyczny, 2x zoom optyczny; 4-krotny zoom optyczny i zoom cyfrowy do 10x. Portrety w trybie nocnym włączane są przez skaner LiDAR. Tryb portretowy występuje z zaawansowanym efektem bokeh i kontrolą głębi. Aparat szerokokątny i teleobiektywowy posiada podwójną optyczną stabilizację obrazu. Aparat ultraszerokokątny ma 5-elementowy obiektyw, teleobiektywowy cechuje się sześcioelementowym obiektywem, a szerokokątny soczewką siedmioelementową. Dodatkowo aparat posiada: tryb panorama (do 63 MP), tryb nocny, smart HDR 3 z wykrywaniem scen, korekcję obiektywu, zaawansowaną korekcja efektu czerwonych oczu i tryb serii.

#### iPhone 12 Pro Max
Smartfon posiada system profesjonalnych aparatów 12 MP: aparaty ultraszerokokątne, szerokokątne i teleobiektywowe. Ultraszerokokątny ma przysłonę ƒ / 2,4 i pole widzenia 120°, szerokokątny cechuje się przysłoną ƒ / 1,6, teleobiektywowy ma przysłonę ƒ / 2,2. Smartfon posiada: 2,5-krotny zoom optyczny, 2-krotne oddalenie optyczne; 5-krotny zoom optyczny i zoom cyfrowy do 12x. Portrety w trybie nocnym włączane są przez skaner LiDAR. Smartfon ma tryb portretowy z zaawansowanym efektem bokeh i kontrolą głębi. Aparat szerokokątny i teleobiektywowy posiada podwójną optyczną stabilizację obrazu z przesunięciem czujnika. Aparat ultraszerokokątny ma 5-elementowy obiektyw, teleobiektywowy cechuje się sześcioelementowym obiektywem, a szerokokątny soczewką siedmioelementową. Dodatkowo aparat posiada: tryb panorama (do 63 MP), tryb nocny, smart HDR 3 z wykrywaniem scen, korekcję obiektywu, zaawansowaną korekcja efektu czerwonych oczu i tryb serii.

## Opinie użytkowników
Po raz pierwszy do zestawu z telefonem nie było dołączonej ładowarki, a także słuchawek. Użytkownicy skarżyli się na dużo szybsze rozładowywanie telefonu, przy korzystaniu z sieci 5G.